# Savigné-l’Évêque
Savigné-l’Évêque ist eine französische Gemeinde mit 4.042 Einwohnern (Stand: 1. Januar 2022) im Département Sarthe in der Region Pays de la Loire. Savigné-l’Évêque ist Teil des Arrondissements Le Mans und des Kantons Savigné-l’Évêque. Die Einwohner nennen sich „Savignéens“.

## Geographie
Savigné-l’Évêque liegt etwa zehn Kilometer nordöstlich von Le Mans. Hier mündet das Flüsschen Morte Parence in die Vive Parence.
Umgeben wird Savigné-l’Évêque von den Nachbargemeinden Courcebœufs im Norden, Mayet im Nordosten, Saint-Corneille im Osten, Beaufay und Sillé-le-Philippe im Südosten, Yvré-l’Évêque im Süden, Sargé-lès-le-Mans im Südwesten, Neuville-sur-Sarthe im Westen sowie Joué-l’Abbé im Nordwesten.

## Geschichte
Der Weiler Villa(rem) Saviniacum lag an der Römerstraße von Le Mans nach Évreux. Im vierten Jahrhundert missionierte hier der Bischof (frz. l’Éveque) von Le Mans, der heilige Julianus von Le Mans, die Gegend. Für 1254 ist die Bezeichnung Savigneio Episcopi und 1314 Savigni l'Evesque nachgewiesen.

### Bevölkerungsentwicklung
| 1962 | 1968 | 1975 | 1982 | 1990 | 1999 | 2006 | 2011 |
| ---- | ---- | ---- | ---- | ---- | ---- | ---- | ---- |
| 1911 | 1933 | 2269 | 3076 | 3576 | 3721 | 4003 | 4025 |

Quelle: 

## Sehenswürdigkeiten

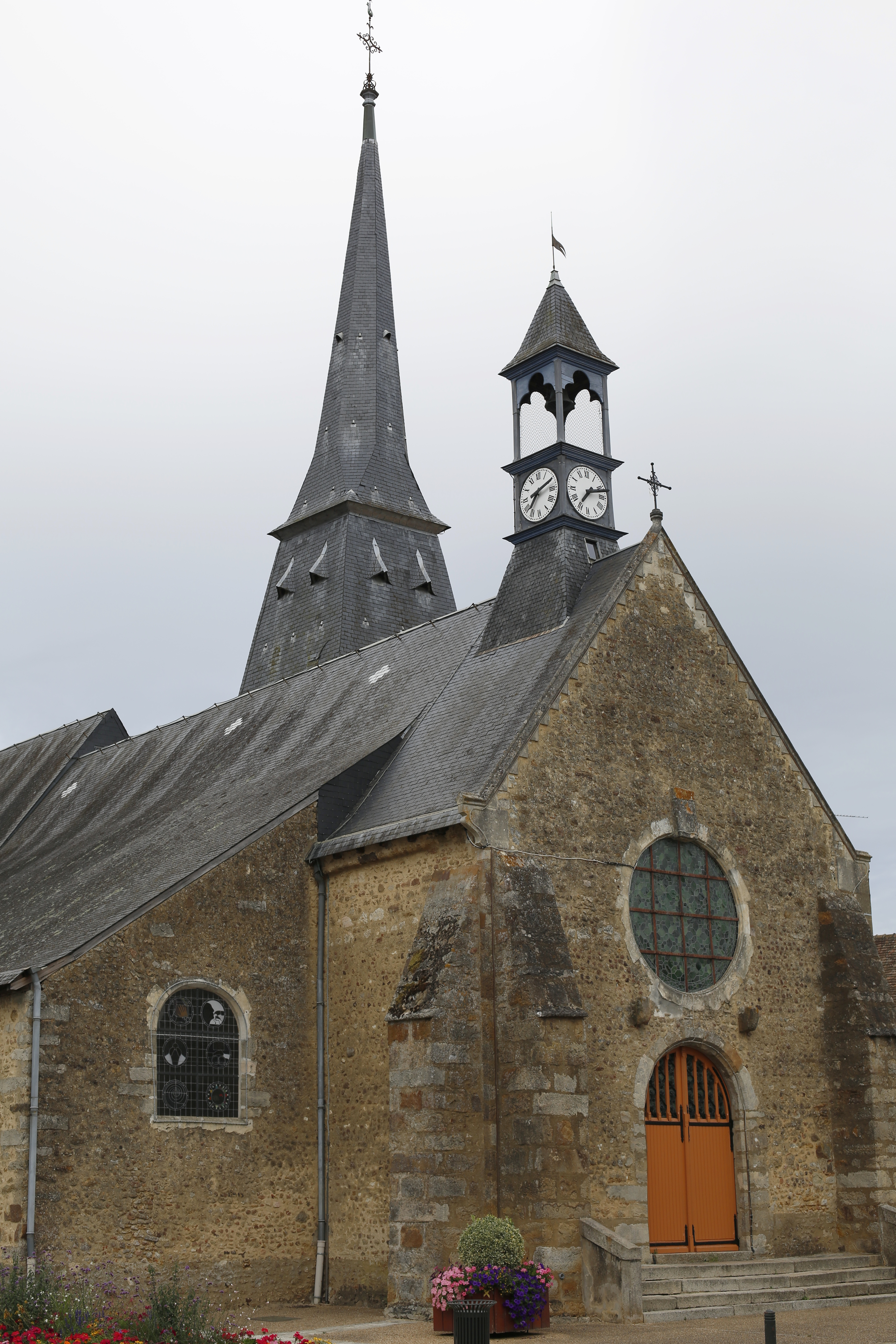
Kirche Saint-Germain

- Kirche Saint-Germain, weitgehend im 12. Jahrhundert errichtet
- Rathaus
- Rundkurs von Mesnil, Galopprennbahn im Süden bzw. Südosten der Gemeinde

## Gemeindepartnerschaft
Mit der britischen Gemeinde Caistor in Lincolnshire (England) besteht eine Partnerschaft.

## Persönlichkeiten
- Alphonse Lavallée (1791–1873), Unternehmer und Gründer der École centrale Paris
- Jo-Wilfried Tsonga (* 1985), Tennisspieler, in Savigné-l’Évêque aufgewachsen